# Lech Ostrowski

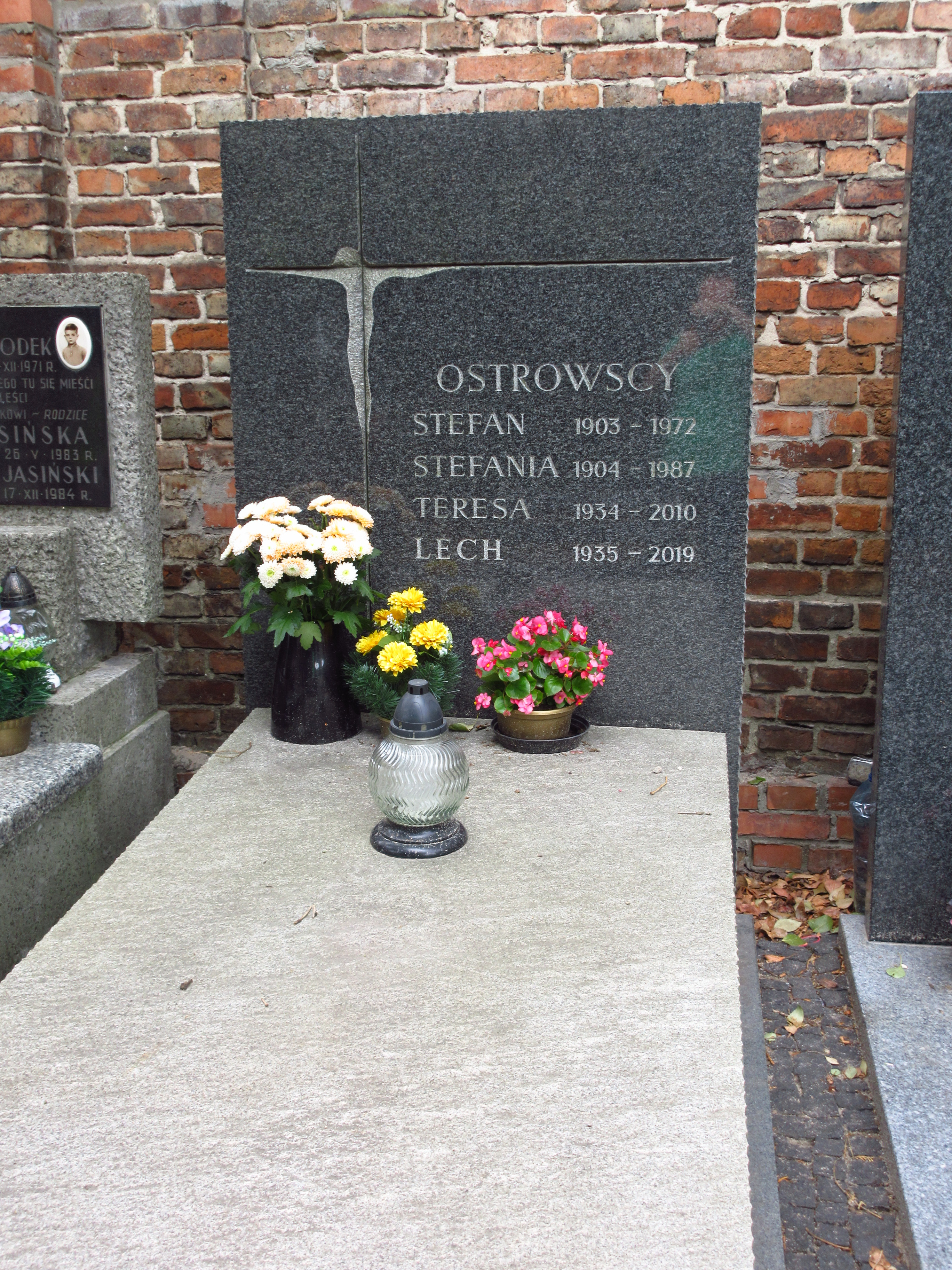
Grób profesora Lecha Ostrowskiego na Cmentarzu Bródnowskim.

Lech Józef Ostrowski (ur. 21 stycznia 1935 w Warszawie, zm. 21 lipca 2019 tamże) – polski ekonomista, profesor nauk ekonomicznych, profesor wielu uczelni i instytucji naukowych, specjalność naukowa: marketing usług finansowych.

## Życiorys
Syn Stefana i Stefanii. W 1957 ukończył studia w Szkole Głównej Gospodarstwa Wiejskiego w Warszawie. W latach 1957–1973 pracował w Państwowym Zakładzie Ubezpieczeń, w latach 1957–1961 w Oddziale Wojewódzkim w Warszawie, następnie w Centrali PZU, gdzie m.in. w latach 1965-1970 kierował Wydziałem Prewencji Rolnej.
W 1973 obronił pracę doktorską w Wyższej Szkole Nauk Społecznych przy KC PZPR i następnie rozpoczął pracę na tej uczelni, początkowo w Zakładzie Polityki Rolnej (1974–1978), następnie w Instytucie Polityki Rolnej (1978–1982). W 1979 otrzymał stopień doktora habilitowanego i Instytucie Polityki Społeczno-Gospodarczej. Od 1984 był pracownikiem Akademii Nauk Społecznych w Warszawie, w Instytucie Polityki Społeczno-Gospodarczej. W 1989 uzyskał tytuł naukowy profesora nauk ekonomicznych. W latach 1988–1990 pracował także w Instytucie Badania Problemów Młodzieży, gdzie kierował Zakładem Warunków Bytu Młodzieży. Po likwidacji ANS w 1990 został pracownikiem Instytutu Ekonomiki Rolnictwa i Gospodarki Żywnościowej, gdzie w latach 1995–1998 kierował Zakładem Badań Społecznych, w latach 1998–2000 Zakładem Polityki Społecznej i Regionalnej. Był także profesorem Wyższej Szkoły Finansów i Zarządzania w Białymstoku (od 1996), m.in. dziekanem Wydziału Zarządzania i Marketingu (1998–1999), Wyższej Szkoły Działalności Gospodarczej w Warszawie (od 1998), m.in. w latach 2000–2001 był rektorem tej uczelni. Pracował także w Wyższej Szkole Promocji, Mediów i Show Businessu w Warszawie.
W latach 1974–1989 był członkiem PZPR.
Zmarł 21 lipca 2019. Pochowany na cmentarzu Bródnowskim (kwatera PMO-1-64).